# Менхсрот
Менхсрот (њем. Mönchsroth) општина је у њемачкој савезној држави Баварска. Једно је од 58 општинских средишта округа Ансбах. Према процјени из 2010. у општини је живјело 1.608 становника. Посједује регионалну шифру (AGS) 9571179.

## Географски и демографски подаци
Менхсрот се налази у савезној држави Баварска у округу Ансбах. Општина се налази на надморској висини од 441 метра. Површина општине износи 11,9 km². У самом мјесту је, према процјени из 2010. године, живјело 1.608 становника. Просјечна густина становништва износи 135 становника/km².